# Стойково (Болгарія)
Сто́йково (болг. Стойково) — село в Хасковській області Болгарії. Входить до складу общини Хасково.

## Населення
За даними перепису населення 2011 року у селі проживали 179 осіб, з них 177 осіб (99,4%) — болгари.
Розподіл населення за віком у 2011 році:
Динаміка населення: